# Lista de subdivisões do País de Gales por porcentagem de falantes de galês
Esta é uma lista das Principal Areas por porcentagem de falantes da língua galesa no País de Gales de acordo com o censo britânico de 2001. O censo não contalizou falantes de galês que moram fora do País.
O censo reproduziu dados detalhados sobre isso tais como :
- Pessoas que entendem galês;
- Pessoas que falam mas não conseguem ler ou escrever em galês;
- Pessoas que falam, lêem, mas não escrevem em galês;
- Pessoas que falm, escrevem e lêem galês;
- Alguma outra combinação e
- Pessoas sem nenhum conhecimento de galês.

No mapa abaixo foram misturados todos os dados, exceto pessoas sem conhecimento.
| Posição | Principal Area     | % de falantes |  |
| ------- | ------------------ | ------------- |  |
| 1       | Gwynedd            | 76.1          |  |
| 2       | Anglesey           | 70.4          |  |
| 3       | Carmarthenshire    | 63.6          |  |
| 4       | Ceredigion         | 61.2          |  |
| 5       | Conwy              | 39.7          |  |
| 6       | Denbighshire       | 36.0          |  |
| 7       | Powys              | 30.1          |  |
| 8       | Pembrokeshire      | 29.4          |  |
| 9       | Neath Port Talbot  | 28.8          |  |
| 10      | Wrexham            | 22.9          |  |
| 11      | Swansea            | 22.5          |  |
| 12      | Flintshire         | 21.4          |  |
| 13      | Rhondda Cynon Taff | 21.1          |  |
| 14      | Bridgend           | 19.9          |  |
| 15      | Merthyr Tydfil     | 17.7          |  |
| 16      | Vale of Glamorgan  | 16.9          |  |
| 17      | Caerphilly         | 16.7          |  |
| 18      | Cardiff            | 16.3          |  |
| 19      | Torfaen            | 14.5          |  |
| 20      | Newport            | 13.4          |  |
| 21      | Blaenau Gwent      | 13.3          |  |
| 22      | Monmouthshire      | 12.9          |  |